# هانومان
هانومان قائد القردة في الشعر الملحمي الهندي، الرامايانا. وفي هذه القصيدة يقود هانومان جيش القردة الذين يقاتلون من أجل البطل راما. وتدور أحداث القصة أن تخاصم الإله راما والإله راون، ولكي ينتقم راون من راما اختطف زوجته الاله سيتا الجميلة، وأخذها إلى جزيرة سريلانكا أو سيلان، لكن القرد هانومان أخذته الغيرة لراما، فراح يركض، واخترق البحر حتى وصل إلى جزيرة سيلان ووضع سيتازوجة راما على ظهره، ثم عاد بها إلى راما.
ومعبد القرد هانومان موجود في مدينة لكنو عاصمة ولاية اترايراديش التي معنى اسمها الولاية الشمالية. كما أن الهندوس الذين يعبدون هذا الإله لهم طقس غريبة منها أنهم يزحفون على بطونهم في الطرقات وعلى إسفلت الشوارع حتى يصلون إلى المعبد ولا يستخدمون أيديهم أو أرجلهم.
يغيب الدليل على عبادته العقائدية عن النصوص والمواقع الأثرية التي تعود إلى العصور القديمة ومعظم العصور الوسطى. ووفقًا لفيليب لوتغندورف، وهو عالم أميركي مختص بالحضارة الهندية ومعروف بدراساته حول هانومان، فإن الأهمية اللاهوتية والتفاني التعبدي لهانومان نشآ بعد نحو ألف عام من تأليف رامايانا، في الألفية الميلادية الثانية، بعد وصول الحكم الإسلامي إلى شبه القارة الهندية. عبّر قديسو الحركة البهاكتية، مثل سامارت رامداس، عن هانومان كرمز للقومية ومقاومة الاضطهاد. ازداد شيوع أيقوناته ومعابده في العصر الحديث. يُنظر إليه على أنه المزيج المثالي بين «القوة والمبادرة البطولية والتميز الحازم» و«المحبة، والإخلاص العاطفي لإلهه الشخصي راما»، مثل شاكتي وباكتي. في الأدب اللاحق، كان الإله الراعي للفنون القتالية مثل المصارعة، والبهلوانيات، بالإضافة إلى التأمل ودراسات الاجتهاد. يجسد التميز البشري في ضبط النفس الداخلية، والإيمان وخدمة القضية، المخفي خلف الانطباعات الأولى لكونه يشبه الرجل القرد فانارا.
يذكر العلماء أن هانومان مصدر إلهام مغامرات القرد البطل المليئة بالرمزية في شيوجي (رحلة إلى الغرب) -الرواية الشعرية الصينية العظيمة المتأثرة بأسفار الراهب البوذي تشيونتسانغ (602-664 م) إلى الهند.

## الولادة
وفقا للأساطير الهندوسية، ولد هانومان لأنجانا وكيساري. يُدعى هانومان أيضًا بابن إله فايو (إله الريح) بسبب الأساطير المرتبطة بدور فايو في ولادة هانومان. تذكر إحدى القصص المذكورة في كتاب إكناث بافارتا رامايانا (القرن السادس عشر ميلادي) أنه عندما كانت أنجانا تعبد شيفا، كان دشاراتا ملك أيوديا يؤدي أيضًا طقوس بوتراكاميشتي ياغنا لإنجاب الأطفال. ونتيجة لذلك، يحصل على بعض الحلوى المقدسة (باياسم) لتتشاركها زوجاته الثلاث، ما يؤدي إلى ولادة راما، ولاكشمانا، وباراتا وشاتروغنا. وبأمر إلهي، تنتزع طائرة ورقية جزءًا من تلك الحلوى وتسقطها في أثناء تحليقها فوق الغابة حيث كانت أنجانا تمارس العبادة. يسلم فايو، إله الرياح الهندوسي، الحلوى المتساقطة إلى أيدي أنجانا الممدودة، وتأكلها. وتلد نتيجةً لذلك هانومان.
تُحدد ملحمة رامايانا مسقط رأس هانومان في كيشكيندا. وتُعتبر منطقة أنجينيري أنجانادري (بالقرب من هامبي) في مقاطعة غانغافاتي تالوك كوبال، كارناتاكا أحد الأماكن المزعوم أنها كيشكيندا.

## الطفولة
وفقًا لرامايانا فالميكي، يستيقظ هانومان في صباح أحد أيام طفولته جائعًا ويرى الشمس المشرقة ذات اللون الأحمر. فيظن مخطئًا أنها فاكهة ناضجة، ويقفز ليأكلها. يتدخل ملك الآلهة إندرا، في إحدى الأساطير الهندوسية، ويضرب هانومان بصاعقته. يصيب هانومان على فكه، فيسقط على الأرض ميتًا بفكٍ مكسور. يستاء والده، فايو (الهواء)، حسب القسم 4.65 من رامايانا، وينسحب. فيخلق نقص الهواء معاناة هائلة لجميع الكائنات. يدفع ذلك الرب شيفا إلى التدخل ويُحيي هانومان، ما يدفع بدوره فايو إلى العودة إلى الكائنات. يرتكب الإله إندرا خطأً، ويمنح هانومان أمنية بأن يصبح جسده قويًا مثل فاجرا إندرا، بحيث لا يستطيع فاجرا إيذائه. بالإضافة للإله إندرا، تمنحه الآلهة الأخرى عدة أمنيات. فمثلًا، يمنحه الإله آجني أمنية أن النار لن تؤذيه، ويمنحه الإله فارونا أمنية أن الماء لن يؤذيه، ويمنحه الإله فايو أمنية أنه سيكون بسرعة الريح وأن الريح لن تؤذيه. ويمنحه الرب براهما أمنية التنقل في كل مكان بحيث لا يمكن إيقافه في أي مكان، ويمنحه الرب فيشنو سلاحًا يسمى «غادا». يصبح هانومان بهذه الأمنيات خالدًا، يتمتع بطاقات وقوة فريدة من نوعها.
في الرويات الهندوسية الأخرى لأسطورة طفولته، والتي يقول لوتغندورف إنها الأقدم على الأرجح وتوجد أيضًا في النصوص الجاينية مثل دورتاكيانا التي تعود للقرن الثامن، إن قفزة هانومان للشمس الشبيهة بتحليق إيكاروس كانت في الواقع مميتة، إذ يحترق حتى يصبح رمادًا من حرارة الشمس. ويتساقط رماده على الأرض والمحيطات. تجمع الآلهة رماده وعظامه من الأرض، ومن الماء بمساعدة الأسماك، وتعيد تجميعه. يجدون كل شيء باستثناء جزء من عظم الفك. بعد ذلك، يطلب جد أمه الأكبر من سوريا أن تعيد الطفل إلى الحياة. تعيده سوريا إلى الحياة، لكن يُترك هانومان بفك مشوه. يُقال إن هانومان أمضى طفولته في كيشكيندا. 
بعد مرور بعض الوقت منذ هذا الحدث، يبدأ هانومان باستخدام قواه الخارقة للطبيعة على المارة الأبرياء كمقالب بسيطة، حتى ينفذ ذات يوم مقلبًا على حكيم متأمّل. فيلعنه الحكيم مدفوعًا بغضيه ويجعله ينسى أغلب قواه.

## البلوغ
هناك الكثير من الاختلافات بين ما يحدث بين طفولته وأحداث رامايانا، ولكن تصبح قصته في أحداث رامايانا أكثر رسوخًا. بعد وصول راما وأخوه لاكشمانا، باحثين عن سيتا، زوجة راما المختطفة، إلى كيشكيندا، يوافق الملك الجديد، وحليف راما الجديد، ملك القرود سوغريفا، على إرسال كشافين في الاتجاهات الأربع للبحث عن زوجة راما المفقودة. يرسل سوغريفا هانومان وبعض الآخرين، بمن فيهم الدب الكبير جامبافان، إلى الجنوب. تسافر هذه المجموعة إلى أقصى الطرف الجنوبي للهند، حيث يرون المحيط وجزيرة لانكا (سريلانكا المعاصرة) الظاهرة في الأفق. ترغب المجموعة في التحقق في الجزيرة، ولكن لا يستطيع أي منهم السباحة أو قفز كل تلك المسافة (كان من المعتاد أن تكون هذه القوى الخارقة شائعة بين الشخصيات في هذه الملاحم). ولكن، يعلم جامبافان من الأحداث السابقة أن هانومان كان قادرًا على القيام بمثل هذا الأمر بسهولة، ويرفع لعنته. 
عند رفع اللعنة، يتذكر هانومان كل قواه الإلهية. ويُقال أنه يتحول إلى حجم الجبل، ويطير عبر القناة الضيقة إلى لانكا. وعند هبوطه، يكتشف مدينة يسكنها رافانا ملك سريلانكا وأتباعه الشياطين، لذا يتقلص إلى حجم نملة ويتسلل إلى المدينة. وبعد تفتيش المدينة، يجد سيتا في بستان يحرسه شياطين محاربين. وعندما يغطون جميعهم في النوم، يلتقي سيتا ويخبرها كيف جاء للعثور عليها. وتكشف له سيتا أن رافانا خطفها وسيجبرها على الزواج منه قريبًا. يعرض هانومان إنقاذها ولكنها ترفض، وتقول إن زوجها يجب أن يفعل ذلك (وهو اعتقاد يرجع إلى زمن الهند القديمة). 
تختلف رويات الأحداث اللاحقة، ولكن القصة الشائعة تقول إنه بعد زيارة سيتا، يبدأ هانومان في تدمير البستان، ما يؤدي إلى القبض عليه. بغض النظر عن القصة، ينتهي به الحال مأسورًا في بلاط رافانا نفسه، الذي يضحك عندما يخبره هانومان أن راما قادم لاستعادة سيتا. يأمر رافانا خدمه بإشعال ذيل هانومان تعذيبًا له لتهديد سلامته. ولكن، كان هانومان يجعل ذيله ينمو أكثر في كل مرة يضعون عليه قطعة قماش مبللة بالزيت لحرقها، وبذلك يتوجب عليهم إضافة المزيد من القماش. يستمر هذا حتى يكتفي رافانا ويأمر بإشعال النار. ولكن، عند إشعال ذيله، يجعله يتقلص ويتحرر من قيوده بقوته الخارقة. يقفز من النافذة ويقفز من سطح إلى سطح، حارقًا المبنى تلو الآخر، حتى يشتعل جزء كبير من المدينة. وعندما يرى هذا الانتصار، يعود هانومان إلى الهند.

## القرد في الهندوسية
الإله هانومان خلقه براهما على شكل قرد وقد تربى كقرد. وبما إن الإله هانومان قرد فإن الهندوسية تقدس القردة تقديس عجيب تحرم إيذاء القرد، ويجب اطعامه كل صباح. ويعتقد الهندوس أن روح القرد جزء من روح الإله هانومان مثله
والقردة التي كانت جيش الإله راما في ملحمة رامايانا